# Bisiacaria
 (août 2023).
La mise en forme du texte ne suit pas les recommandations de Wikipédia : il faut le « wikifier ».
Les points d'amélioration suivants sont les cas les plus fréquents. Le détail des points à revoir est peut-être précisé sur la page de discussion.
- Les titres sont pré-formatés par le logiciel. Ils ne sont ni en capitales, ni en gras.
- Le texte ne doit pas être écrit en capitales (les noms de famille non plus), ni en gras, ni en italique, ni en « petit »…
- Le gras n'est utilisé que pour surligner le titre de l'article dans l'introduction, une seule fois.
- L'italique est rarement utilisé : mots en langue étrangère, titres d'œuvres, noms de bateaux, etc.
- Les citations ne sont pas en italique mais en corps de texte normal. Elles sont entourées par des guillemets français : « et ».
- Les listes à puces sont à éviter, des paragraphes rédigés étant largement préférés. Les tableaux sont à réserver à la présentation de données structurées (résultats, etc.).
- Les appels de note de bas de page (petits chiffres en exposant, introduits par l'outil «  Source ») sont à placer entre la fin de phrase et le point final[comme ça].
- Les liens internes (vers d'autres articles de Wikipédia) sont à choisir avec parcimonie. Créez des liens vers des articles approfondissant le sujet. Les termes génériques sans rapport avec le sujet sont à éviter, ainsi que les répétitions de liens vers un même terme.
- Les liens externes sont à placer uniquement dans une section « Liens externes », à la fin de l'article. Ces liens sont à choisir avec parcimonie suivant les règles définies. Si un lien sert de source à l'article, son insertion dans le texte est à faire par les notes de bas de page.
- La présentation des références doit suivre les conventions bibliographiques. Il est recommandé d'utiliser les modèles {{Ouvrage}}, {{Chapitre}}, {{Article}}, {{Lien web}} et/ou {{Bibliographie}}. Le mode d'édition visuel peut mettre en forme automatiquement les références.
- Insérer une infobox (cadre d'informations à droite) n'est pas obligatoire pour parachever la mise en page.

Pour une aide détaillée, merci de consulter Aide:Wikification.
Si vous pensez que ces points ont été résolus, vous pouvez retirer ce bandeau et améliorer la mise en forme d'un autre article.
La Bisiacaria (« Bisiacarìa » en dialecte bisiac) est le nom d'une zone géographique et linguistique située dans la partie méridionale de la province de Gorizia, incluse dans un triangle ayant pour côtés le golfe de Panzano, la rivière Isonzo (de l’embouchure à Sagrado) et la limite occidentale du plateau du Karst. Du point de vue linguistique, ce territoire est là où l’on parle le « dialecte bisiac », une variante du vénitien fortement influencée par le frioulan et le slovène.

## Géographie
Administrativement, il correspond aux communes actuelles suivantes :
| Commune              | Superficie (km2) | Nombre d'habitants | Densité (Hab./km2) | Hameaux                                                        |
| -------------------- | ---------------- | ------------------ | ------------------ | -------------------------------------------------------------- |
| San Pier d'Isonzo    | 9,09             | 2 017              | 221,9              | Cassegliano , San Pier d'Isonzo, San Zanut                     |
| Sagrado              | 14,14            | 2 267              | 160,3              | Peteano , Poggio Terza Armata , Sagrado, San Martino del Carso |
| Turriaco             | 5,28             | 2 756              | 522,0              | Turriaco                                                       |
| Fogliano Redipuglia  | 7,77             | 3 071              | 395,2              | Fogliano, Polazzo , Redipuglia                                 |
| San Canzian d'Isonzo | 33,58            | 6 383              | 190,1              | Begliano , Isola Morosini , Pieris, San Canzian d'Isonzo       |
| Staranzano           | 18,71            | 7 257              | 387,9              | Bistrigna, Dobbia, Staranzano, Villaraspa                      |
| Ronchi dei Legionari | 16,98            | 12 130             | 714,4              | Ronchi, San Vito, Selz , Soleschiano , Vermegliano             |
| Monfalcone           | 20,52            | 27 877             | 1 358,5            | Marina Julia, Marina Nova, Monfalcone                          |

La commune de Sagrado ne fait pas historiquement partie de la Bisiacaria (même si beaucoup aujourd’hui la considèrent telle) car la frontière culturelle se situe entre la commune de Fogliano Redipuglia et celle de Sagrado, là où encore aujourd’hui reste visible sur la SR 305 la borne frontière de 1753 qui divisait historiquement la République de Venise de l’Archiduché d'Autriche. La commune de Sagrado a en effet maintenu pendant plusieurs siècles une particularité linguistique similaire aux communes frioulanophones de la rive droite de l'Isonzo. Les anciens habitants de la Bisiacaria auraient utilisé l’appellation de « cunfin » (frontière) en se référant précisément à la borne en question, définissant ce qui se trouvait au-delà comme ne faisant pas partie du territoire.

## Histoire
L’histoire de la Bisiacaria reste liée pendant des siècles à l’histoire du Frioul. Elle fait partie du duché du Frioul lombard (568-776), puis du marquisat franc du Frioul (776-952), et du Patriarcat d'Aquilée (1077-1420). Au nord de Monfalcone, vers 1122, le vaste comté de Goritz se sépare des territoires patriarcaux. Vers 1411, la sérénissime république de Venise déclare la guerre à l’État patriarcal qui, vaincu en 1420, est finalement incorporé sous le nom de Patria del Friuli dans le corps des domaines vénitiens de Terre Ferme.
Après l’extinction des comtes de Gorizia-Tirolo (1500), de violentes querelles éclatent entre la République et la maison des Habsbourg pour définir le partage territorial de la région, dans une succession de guerres qui ne se terminèrent qu'au début du xviie siècle. En 1521, la diète de Worms divise le territoire du Frioul : les Vénitiens ont le Frioul central et occidental, dont la Bisiacaria, tandis que l’Autriche obtient le Frioul oriental avec Gorizia et Aquilée. Monfalcone et son territoire forment alors une enclave vénitienne totalement entourée de terres archiducales. En 1797, Napoléon met fin à la République de Venise et avec le congrès de Vienne de 1815, la Bisiacaria passe à l’Autriche dans le comté de Gorizia tandis que le reste du Frioul entre dans le domaine du royaume lombardo-vénitien.
En 1866, le Frioul central et occidental rejoignent le royaume d'Italie, tandis que la Bisiacaria continue de faire partie du comté autrichien de Gorizia et Gradisca jusqu’à la fin de la Première Guerre mondiale. Après le passage à l’Italie en 1919, la Bisiacaria est incluse dans la province de Gorizia mais pendant le fascisme elle est déplacée sous la province de Trieste (1923-1943), à l’exception de Sagrado, agrégée d’abord à Udine puis à Gorizia. Elle fait partie de la province de Gorizia après la Seconde Guerre mondiale, en raison du statut spécial du territoire libre de Trieste, administré alors par un gouvernement militaire allié.

### Origine du nom
Pour certains, dont l'historien local Silvio Domini, le nom a une origine slave et pourrait dériver du terme slovène bezjak ayant la signification de « réfugié, exilé », relatif au repeuplement effectué par la Sérénissime à la suite des invasions turques.
Ce terme d’origine slave, pourrait cependant avoir eu une signification différente d'« exilé ». L’Encyclopédie Treccani, en effet, rapporte que l’adjectif bislacco dérive peut-être du vénitien bislaco, surnom donné aux Vénitiens du Frioul (et donc aux habitants de la Bisiacaria) et aux Slaves d’Istrie, terme provenant lui-même du slovène bezjak : « idiot ». Les dictionnaires de langue slave d’aujourd’hui rapportent que le terme ancien signifiait en effet « stupide ».
En outre, depuis le XIXe siècle, une fausse étymologie associe le terme à une très improbable locution latine médiévale bis aquae, c’est-à-dire entre les deux fleuves, Isonzo et Timavo. Il est en effet grammaticalement impossible d’associer un substantif à un adverbe multiplicateur, et on devrait dire en latin binae aquae.

## Société

### Langues et dialectes
La langue traditionnelle de la Bisiacaria est le bisiac, un dialecte de type vénitien avec une importante présence de vocabulaire frioulan et slovène. L’idiome en effet résulte de la fusion du vénitien avec un substrat de type frioulan. La Sérénissime s'étant installée dans la région à partir du xvie siècle, on peut distinguer dans le bisiac de nombreux traits communs au vénitien du nord, en particulier aux dialectes utilisés sur la côte vénitienne entre Piave et Livenza. Le bisiac ne devrait donc pas être attribué au groupe des dialectes vénitiens coloniaux répandus avec le temps à Trieste, Gorizia et d’autres centres du Frioul, qui suivent plutôt le modèle vénitien.
Le bisiac traverse depuis plus d’un siècle une certaine décadence et a presque totalement disparu dans le langage parlé, supplanté par le dialecte triestin ; les centres les plus conservateurs sont aujourd’hui Turriaco, Pieris, Begliano, San Canzian Fogliano et San Pier d’Isonzo. Dans les communes de Monfalcone, Ronchi dei Legionari et Sagrado, le slovène est reconnu comme langue minoritaire. Monfalcone (où un fogolâr est également actif) et Sagrado reconnaissent également le frioulan.

## Économie
La Bisiacaria est une zone qui combine activités agricoles et artisanales avec les ressources côtières : nautiques, touristiques et commerciales. En particulier, les chantiers navals de Monfalcone, dont le Cantiere Navale Triestino, spécialisés dans la construction de bateaux de croisière de haut tonnage, marquent depuis leur naissance l'économie du territoire.